# Ернст Фридрих фон Баден-Дурлах
Ернст Фридрих фон Баден-Дурлах (на немски: Ernst Friedrich von Baden-Durlach; * 17 октомври 1560, Дурлах, † 14 април 1604, замък Ремхинген, Баден-Вюртемберг) от Дом Баден, е от 1584 до 1604 г. маркграф на Баден-Дурлах.

## Живот
Той е най-възрастният син на маркграф Карл II фон Баден-Дурлах (1529 – 1577) и втората му съпруга Анна фон Велденц (1540 – 1586), дъщеря на пфалцграф Рупрехт фон Велденц (1543 – 1544).
След смъртта на баща му маркграфството Баден-Дурлах е управлявано от 1577 до 1584 г. от опекуни с майка му Анна, курфюрст Лудвиг VI от Пфалц (до 1583), херцог Филип Лудвиг фон Пфалц-Нойбург и херцог Лудвиг фон Вюртемберг („Благочестиви“).
От 1577 г. Ернст Фридрих получава възпитанието си в двора на своя лутерански опекун херцог Лудвиг фон Вюртемберг и след навършване на пълнолетието му през 1584 г. поема управлението в северната част на Маркграфство Баден-Дурлах.
Неговите братя Якоб и Георг Фридрих получават също части от територията. Маркграфството Баден-Хахберг през 1590 г., след смъртта на Якоб, идва обратно на Ернст Фридрих. След смъртта на Ернст Фридрих най-малкият му брат Георг Фридрих обединява отново цялото маркграфство Баден-Дурлах.
През 1584 г. Ернст Фридрих заедно с брат му Якоб и майка му поемат опекунството за неговия най-малък брат Георг Фридрих. След смъртта на брат му Якоб (1590) той поема до 1601 г. опекунството за неговите деца.
Ернст Фридрих се жени на 21 декември 1585 г. за Анна от Източна Фризия (* 26 юни 1562, † 21 април 1621), дъщеря на граф Едзард II от Източна Фризия и съпругата му Катарина Васа, дъщеря на крал Густав I Васа от Швеция. Тя е вдовица на неговия опекун курфюрст Лудвиг VI фон Пфалц. Бракът е бездетен.
Маркграф Ернст Фридрих основава през 1586 г. акедемична гимназия (Gymnasium illustre) в Дурлах (днес част от Карлсруе).
На 21 ноември 1594 г. Ернст Фридрих окупира маркграфството Баден-Баден на неговия братовчед Едуард Фортунат фон Баден, понеже той направил много финансови задължения.
Ернст Фридрих става калвинист и от 1601 г. има конфликти затова с град Пфорцхайм и тръгва против града с наемни войници на 14 април 1604 г. Ернст Фридрих получава същия ден мозъчен удар по време на почивка в дворец Ремхинген и умира там на 43 години. Погребан е във фамилната гробница в лутеранската дворцова църква Св. Михаел в Пфорцхайм.
Вдовицата му Анна от Източна Фризия се омъжва на 7 март 1617 г. за херцог и маршал Юлий Хайнрих от Саксония-Лауенбург (1586 – 1665).